# Bom Pastor

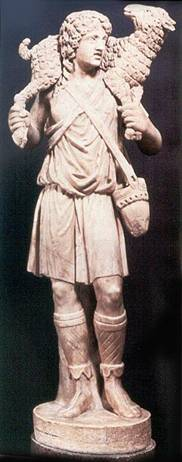
Estatueta do Bom Pastor.
Século III d.C., atualmente no Museu Pio-Cristão, no Vaticano.

O Bom Pastor é uma perícope encontrada em João 10:1–21 na qual Jesus aparece como o "bom pastor" que dá a sua vida por suas ovelhas. A mesma metáfora pode ser vista no Salmo 23 (22). Nos Evangelhos, a imagem do "Bom Pastor" aparece sempre em referência a Jesus não se permitindo perder nenhuma de suas ovelhas.

## Arte cristã primitiva

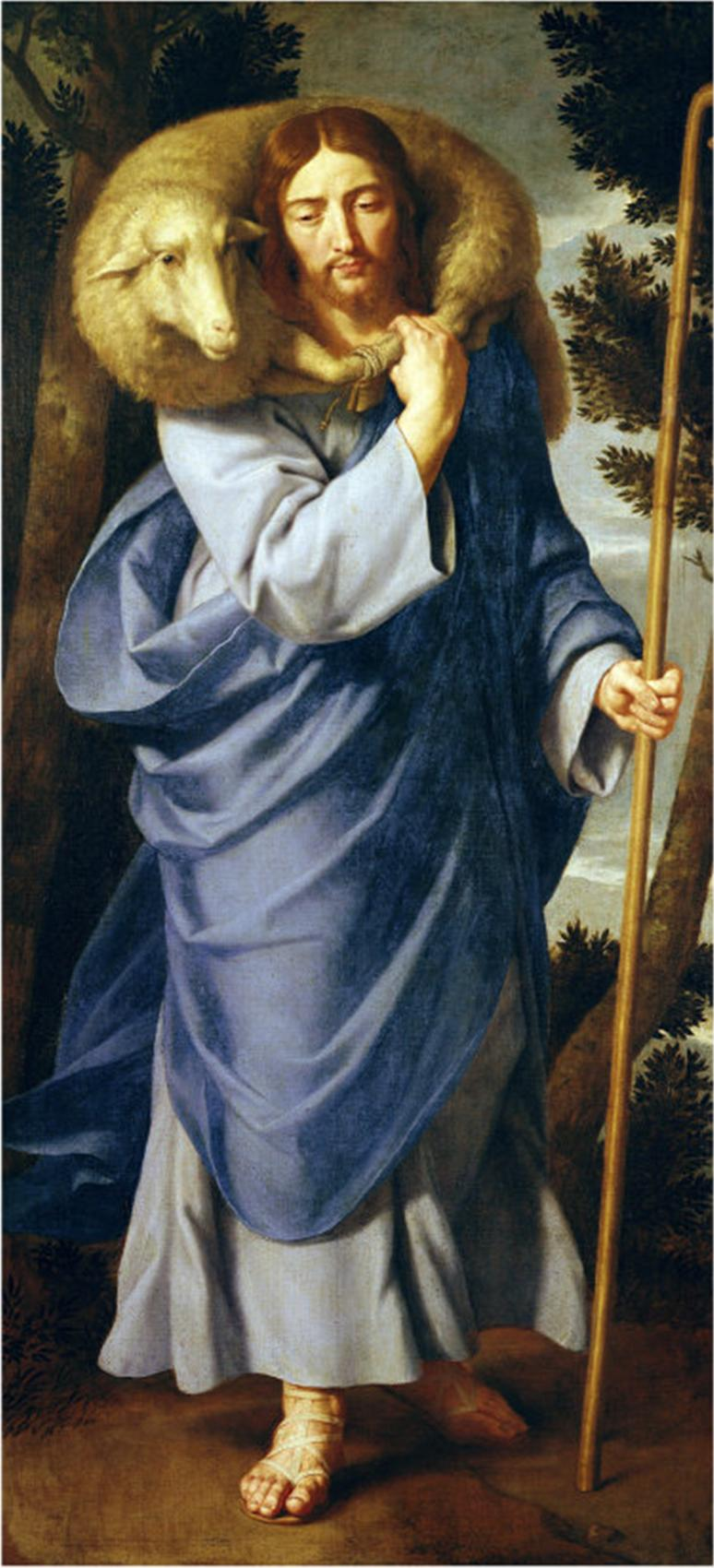
Representação do Bom Pastor com a figura tradicional de Jesus.
Por Jean-Baptiste de Champaigne (séc. XVII).

A imagem do Bom Pastor é a representação simbólica mais comum encontrada na arte cristã primitiva nas catacumbas de Roma, antes que ela pudesse ser mais explícita. A imagem mostrando um jovem carregando uma ovelha nos ombros foi emprestada diretamente do kriophoros pagão, muito mais antigo, e, no caso de estatuetas (como a mais famosa, atualmente no Museu Pio-Cristão, no Vaticano - à direita), é impossível dizer se a imagem foi originalmente criada com a intenção de ter um significado cristão ou pagão. Esta representação de Jesus continuou a ser utilizada nos séculos seguintes à legalização do cristianismo no Império Romano (313 d.C.). Inicialmente, ela provavelmente não era entendida como sendo um "retrato de Jesus", mas um símbolo como outros utilizados na arte cristã primitiva e, em alguns casos, ela pode também ter sido uma representação do Pastor de Hermas, uma obra literária cristã muito popular do século II d.C. (e que chegou aos nossos dias). Porém, a partir do século V d.C., a figura do pastor passou a ter a aparência da representação convencional de Cristo, já estabelecida nesta época, ganhando um halo e ricas vestimentas, como pode ser visto no mosaico na abside da Basílica de Santi Cosma e Damiano, em Roma. Imagens do Bom Pastor geralmente incluem uma ovelha em seus ombros, como na versão de Lucas da Parábola da Ovelha Perdida (em Lucas 15:1–7).

## Referência bíblica
Segundo o Evangelho de João (Tradução Brasileira da Bíblia):
| “ | Eu sou o bom pastor. O bom pastor dá a sua vida pelas ovelhas. O que é mercenário, e não pastor, a quem não pertencem as ovelhas, vê vir o lobo, abandona as ovelhas e foge, e o lobo as arrebata e dispersa. O mercenário foge, porque é mercenário, e não se importa com as ovelhas. Eu sou o bom pastor, conheço as minhas ovelhas, e as que são minhas, me conhecem a mim, assim como o Pai me conhece e eu conheço o Pai; e dou a minha vida pelas ovelhas. Tenho também outras ovelhas que não são deste aprisco, estas também é necessário que eu as traga; elas ouvirão a minha voz, e haverá um rebanho e um pastor. Por isso o Pai me ama, porque eu dou a minha vida para a reassumir. Ninguém a tira de mim, mas eu de mim mesmo a dou. Tenho direito de a dar, e tenho direito de a reassumir; este mandamento recebi de meu Pai. | ” |
|   | — João 10:11–18. |   |

## Parábola ou metáfora?

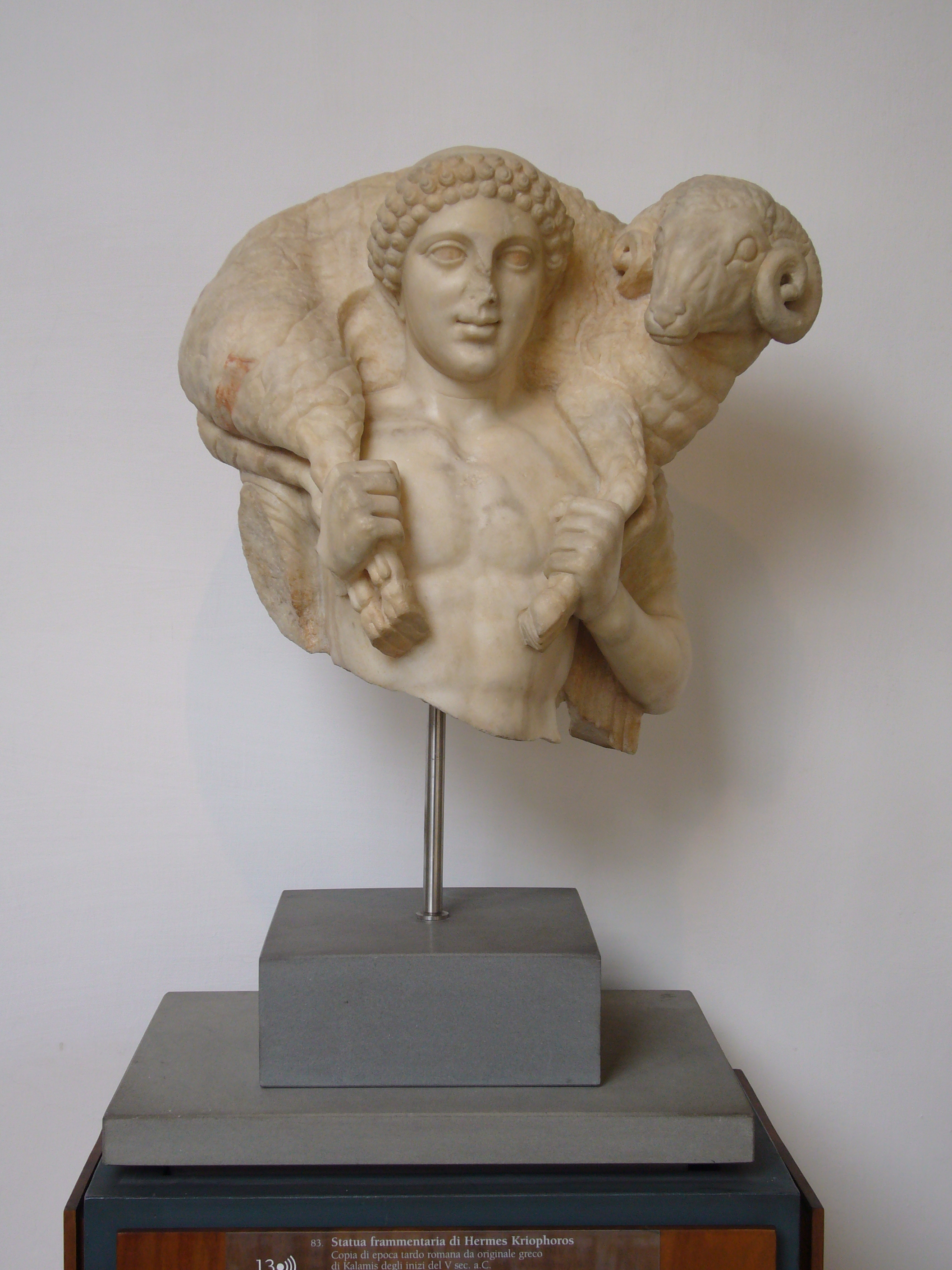
Hermes Kriophoros.
Século V a.C., atualmente no Museu Barracco, em Roma.

Diversos autores (como Barbara Reid, Arland Hultgren e Donald Griggs) comentam que "notavelmente, as parábolas estão ausentes do Evangelho de João" . De acordo com a Enciclopédia Católica, "Não há nenhuma parábola no Evangelho de São João" e, conforme a Encyclopædia Britannica, "Aqui o ensinamento de Jesus não contém parábolas e somente três alegorias, enquanto que os sinóticos o apresentam como parabólico de ponta a ponta". Estas fontes sugerem que a passagem é melhor descrita como sendo uma metáfora do que uma parábola. 

## Simbolismo pagão
No culto grego antigo, kriophoros (ou criophorus -  Κριοφόρος), o "carregador de carneiro", é uma figura que comemora o sacrifício solene de um carneiro. Ele se tornou um dos epítetos do deus grego Hermes (Hermes Kriophoros).
Na arte bi-dimensional, Hermes Kriophoros se transformou em Cristo carregando um cabrito e andando entre as suas ovelhas: "Assim, encontramos imagens de filósofos segurando rolos ou Hermes Kriophoros que puderam ser transformadas em Cristo ensinando a Lei (Traditio Legis) e o Bom Pastor respectivamente".

## Galeria

Imagens da igreja
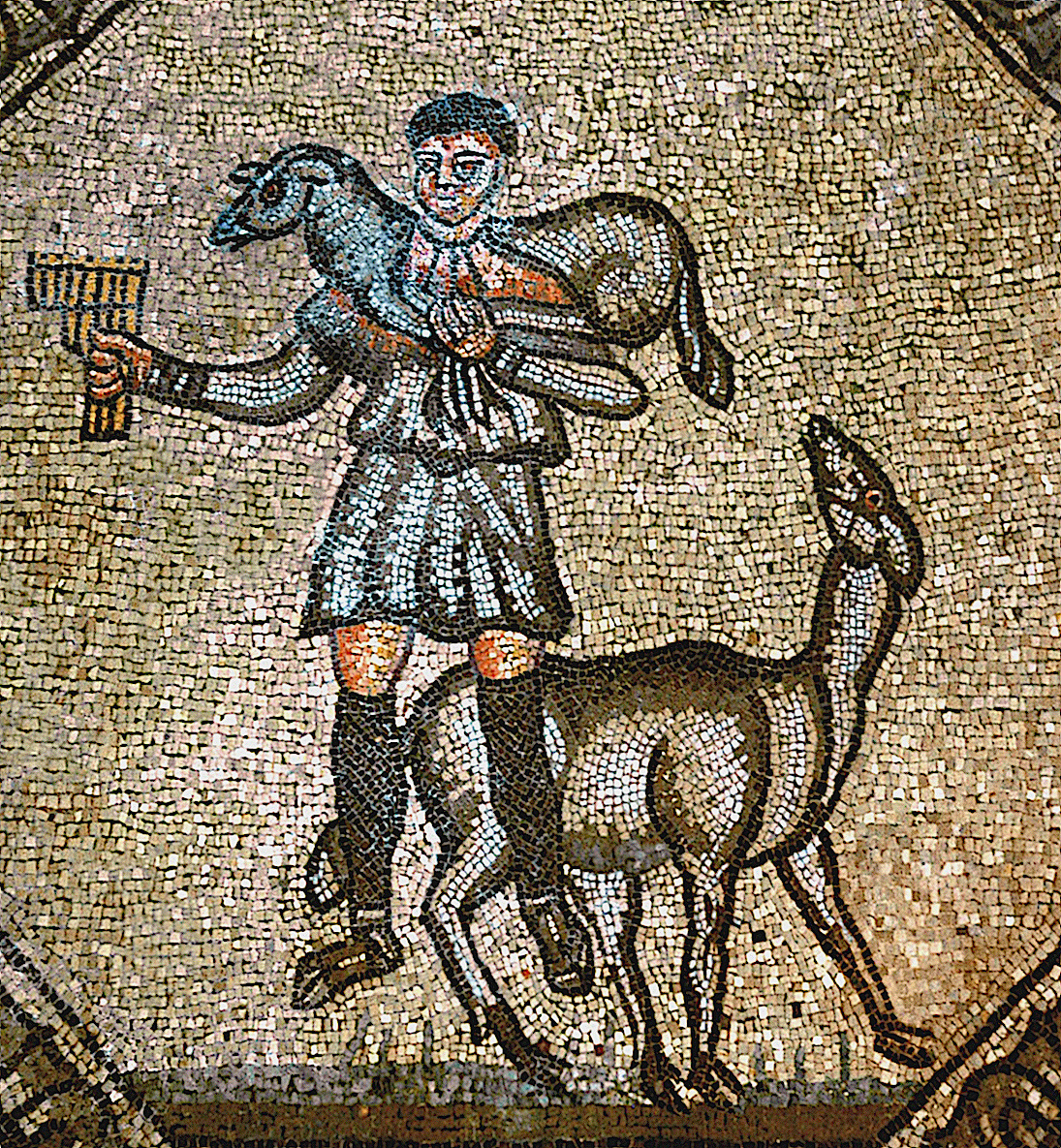
Mosaico no pavimento da basílica patriarcal de Aquileia (séc. IV d.C.)
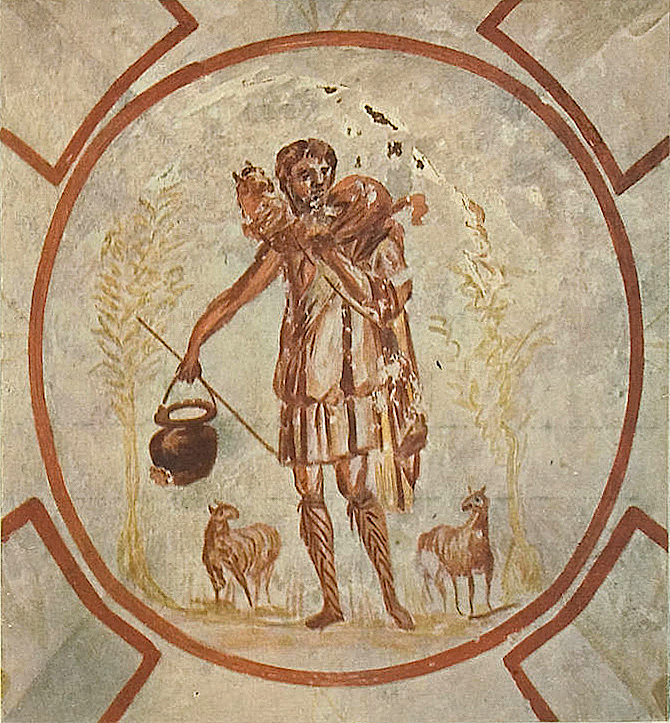
Bom Pastor nas Catacumbas de Calisto (séc. III d.C), em Roma.
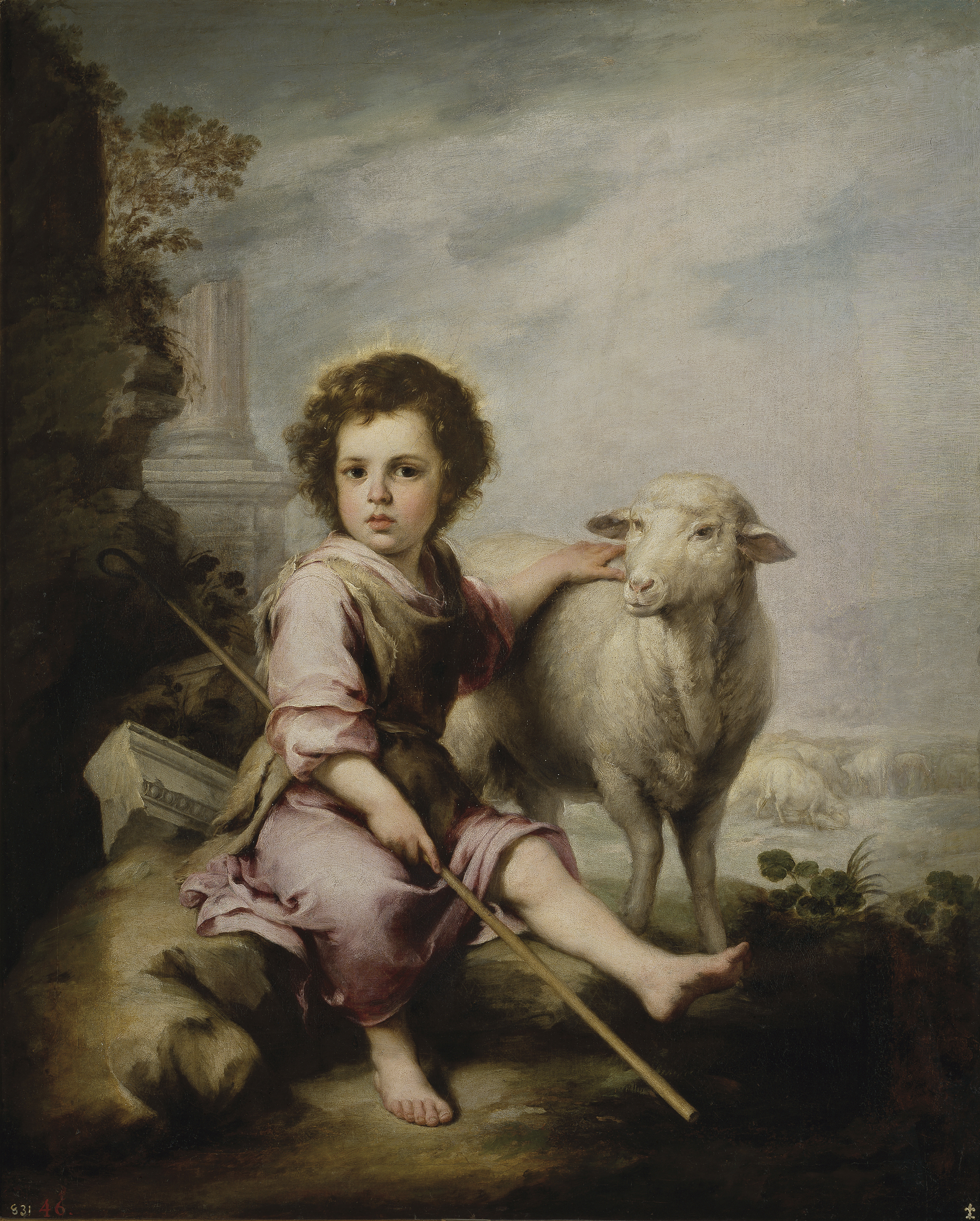
Bom Pastor, de Murillo (séc. XVII).
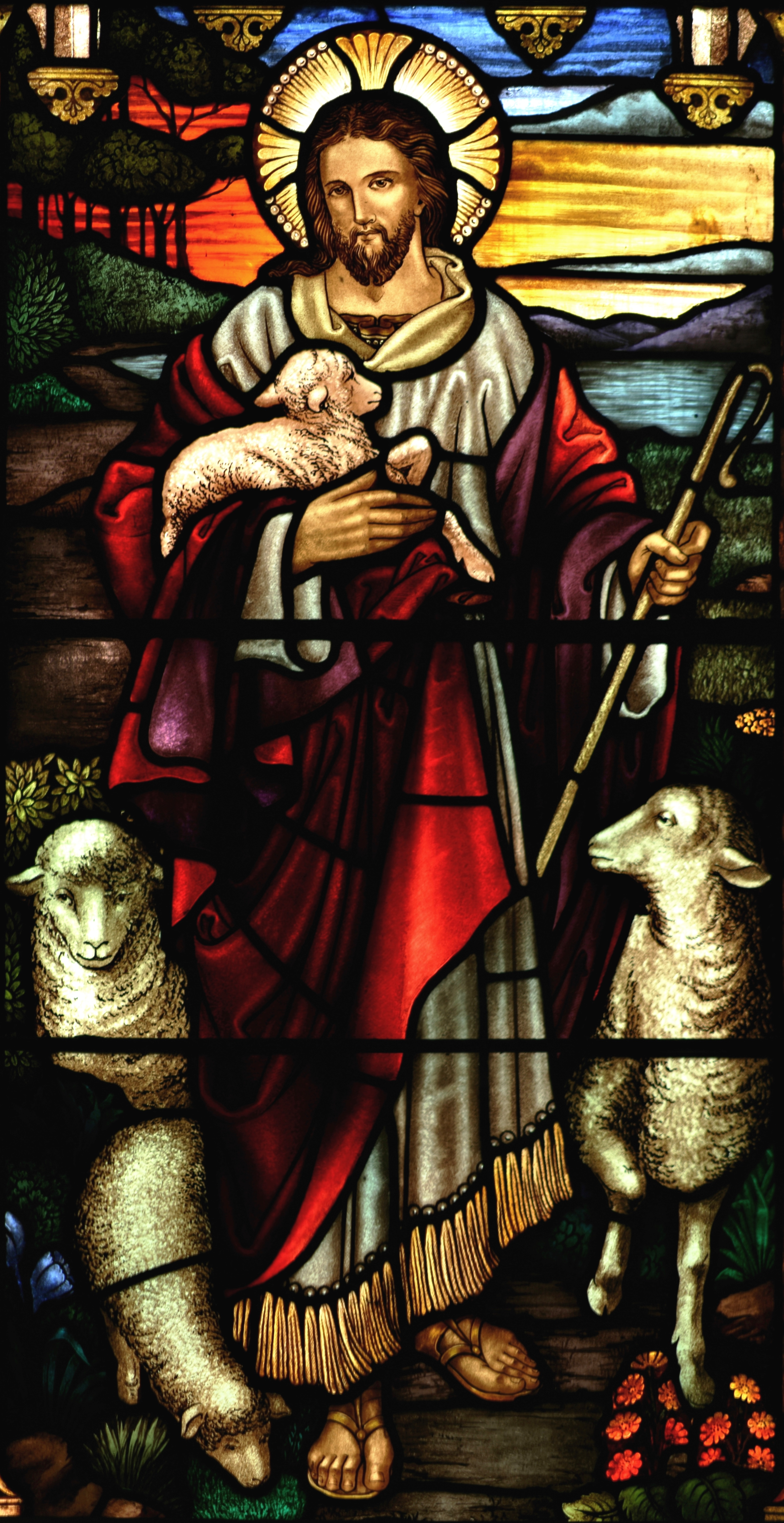
Vitral na Igreja de São João, em Ashfield, em Nova Gales do Sul, na Austrália.
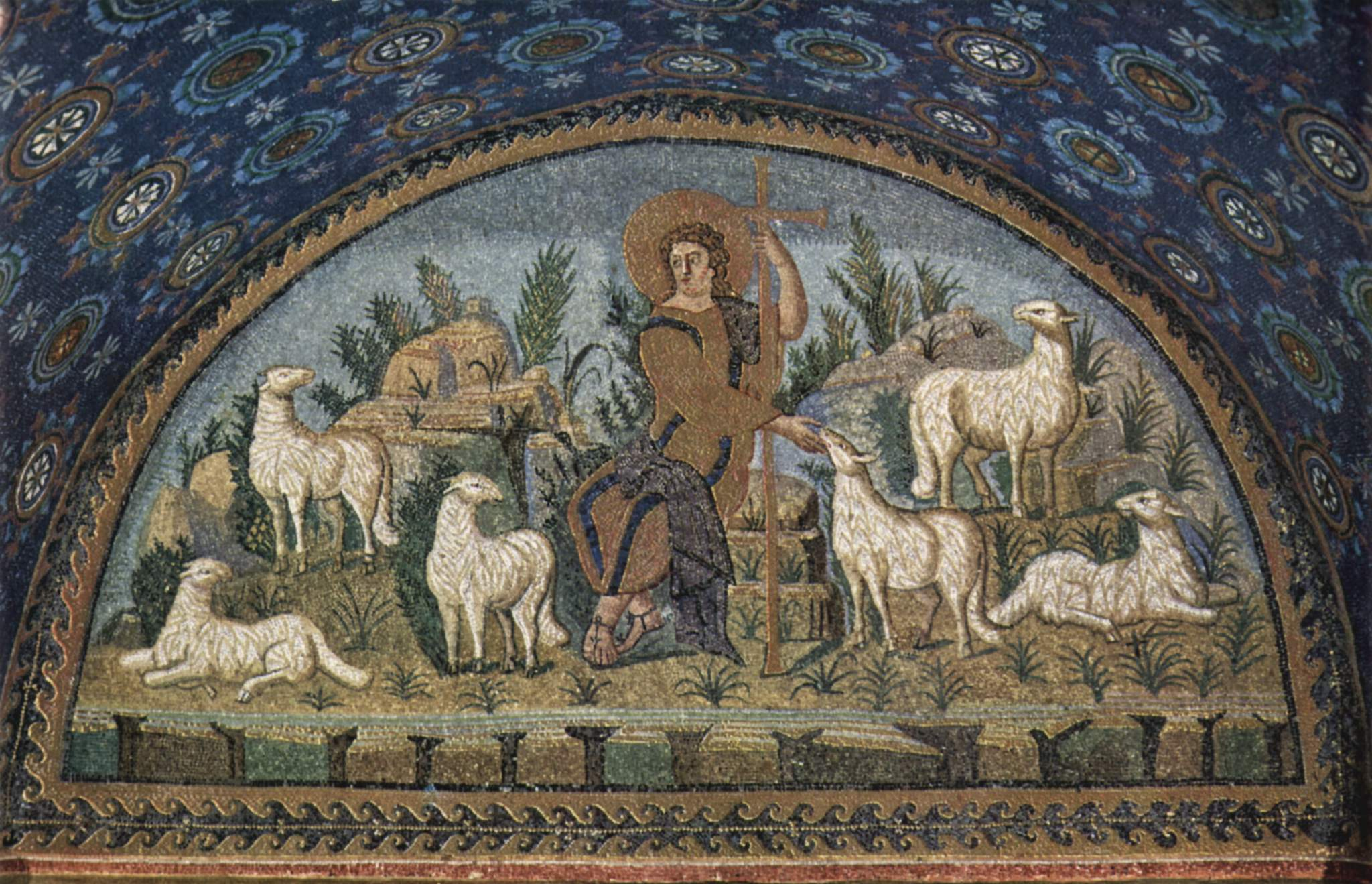
Mosaico no Mausoléu de Gala Placídia, em Ravena.
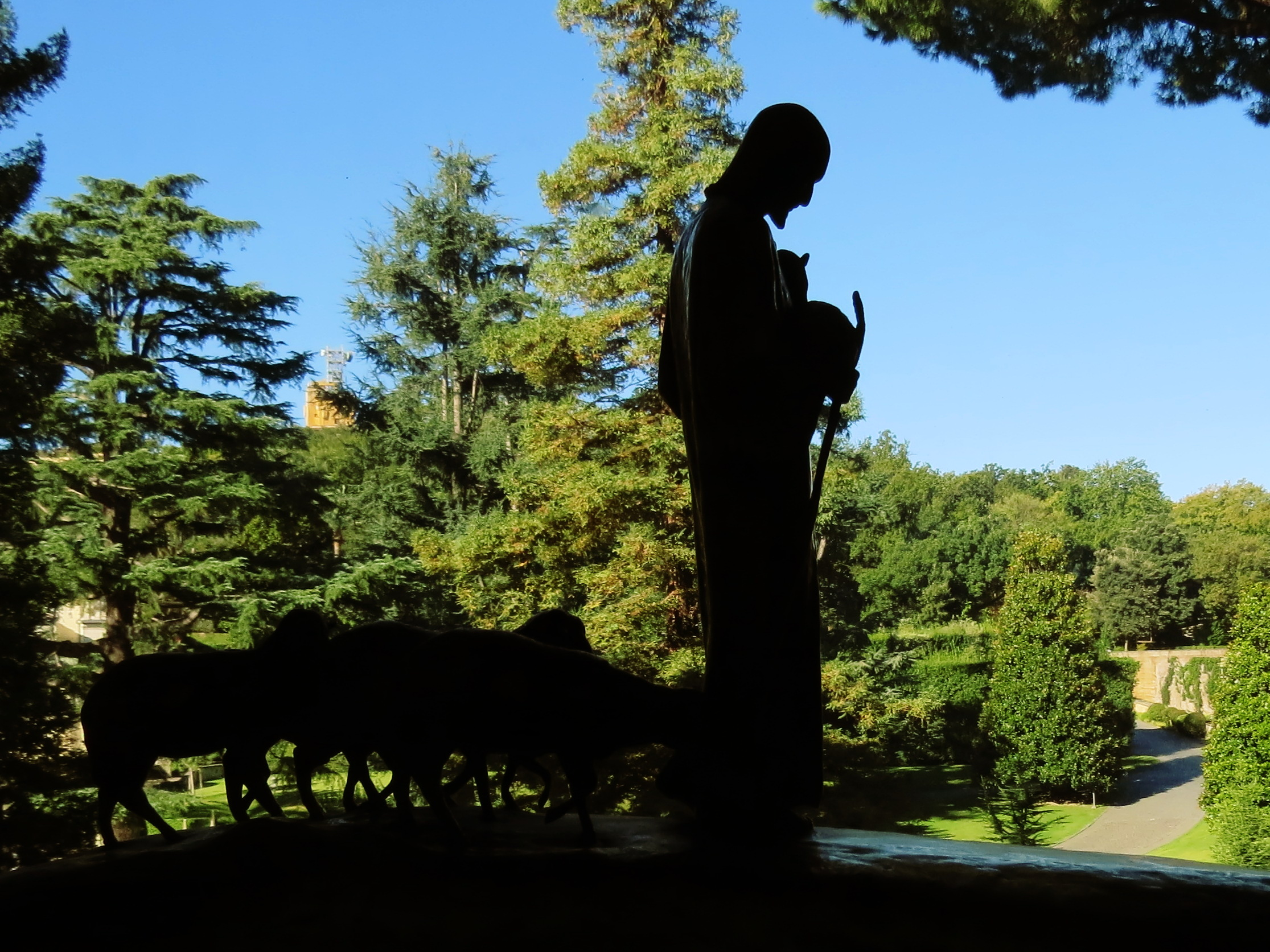
Imagem de Jesus, como pastor de ovelhas, com janela para o jardim dos Museus Vaticanos ao fundo.